# Canthydrus natalensis
Canthydrus natalensis is een keversoort uit de familie diksprietwaterkevers (Noteridae). De wetenschappelijke naam van de soort werd in 1939 gepubliceerd door John Balfour-Browne.